# Metropolia Siena-Colle di Val d’Elsa-Montalcino
Metropolia Florencji – metropolia Kościoła rzymskokatolickiego we Włoszech, jedna z trzech metropolii w regionie Toskanii. Powstała 23 kwietnia 1459. W jej skład wchodzi metropolitalna archidiecezja Siena-Colle di Val d’Elsa-Montalcino oraz cztery diecezje. Od 2019 godność metropolity sprawuje kard. Augusto Paolo Lojudice.
W skład metropolii wchodzą:
- Archidiecezja Siena-Colle di Val d’Elsa-Montalcino
  - Diecezja Grosseto
  - Diecezja Massa Marittima-Piombino
  - Diecezja Montepulciano-Chiusi-Pienza
  - Diecezja Pitigliano-Sovana-Orbetello